# Васил Манов (офицер)
Васил Стефанов Манов е български офицер, генерал-майор, участник в Балканската (1912 – 1913) и Междусъюзническата война (1913), офицер за поръчки в щаба на 9-и пехотна плевенска полк и началник на оперативната секция на 1-ва армия през Първата световна война (1915 – 1918).

## Биография
Васил Манов е роден на 12 декември 1884 г. в Кюстендил, Княжество България. През 1905 г. завършва Военното на Негово Княжеско Височество училище и на 2 август е произведен в чин подпоручик. На 2 август 1908 г. е произведен в чин поручик, а на 15 октомври 1912 г. в чин капитан. Взема участие в Балканската (1912 – 1913) и Междусъюзническата война (1913).
През Първата световна война (1915 – 1918) капитан Манов е офицер за поръчки в щаба на 9-и пехотна плевенска полк, за която служба съгласно заповед № 679 от 1917 г. „за бойни отличия и заслуги във войната“ е награден с Народен орден „За военна заслуга“, V степен на военна лента. На 30 май 1917 е произведен в чин майор. Служи като началник на оперативната секция на 1-ва армия, за която служба съгласно заповед № 355 от 1921 г. е награден с Орден „Св. Александър“ V степен с мечове в средата По-късно същата година съгласно заповед № 464 е награден и с Военен орден „За храброст“, IV степен, 1 клас.
На 5 април 1920 г. е произведен в чин подполковник. В периода 20 декември 1920 – 4 април 1921 командва 12-а пехотна балканска дружина. Служи във Военното училище, 6-и пехотен търновски полк, към Щаба на армията и в 21-ва пехотна дружина. На 6 май 1926 г. е произведен в чин полковник и същата година е назначен на служба в 7-и пехотен преславски полк, от следващата година е началник-щаб на 2-ра пехотна тракийска дивизия, а през 1928 г. с Министерска заповед № 142а е назначен за началник-щаб на 1-ва военноинспекционна област.
През 1931 г. съгласно Министерска заповед № 47 полковник Манов е назначен за помощник-командир на 1-ва пехотна софийска дивизия, на която служба е до 1932 г., когато със заповед № 67 по Министерството на войната е назначен на служба в Щаба на войската. От 1933 г. е началник на отдел в Щаба на войската (Министерска заповед № 90), на 1 май 1934 г. е произведен в чин генерал-майор и същата година с ПЗ № 39 е уволнен от служба.
Генерал-майор Васил Манов умира през 1969 г. и е погребан в Централните софийски гробища.

## Семейство
Генерал-майор Васил Манов е женен и има две деца. Син е на полковник Стефан Манов.

## Военни звания
- Подпоручик (2 август 1905)
- Поручик (15 октомври 1908)
- Капитан (15 октомври 1912)
- Майор (30 май 1917)
- Подполковник (5 април 1920)
- Полковник (6 май 1926)
- Генерал-майор (1 май 1934)

## Награди
- Народен орден „За военна заслуга“, V степен на военна лента (1917)
- Орден „Св. Александър“ V степен с мечове в средата (1921)
- Военен орден „За храброст“, IV степен, 1 клас (1921)

## Образование
- Военно на Негово Княжеско Височество училище (до 1905)